# Tetsuya Kijima
Tetsuya Kijima (木島 徹也 Kijima Tetsuya?), född 20 augusti 1983 i Chiba prefektur, är en japansk fotbollsspelare.
Kijima började sin karriär 2002 i Sagawa Express Tokyo. Efter Sagawa Express Tokyo spelade han för Okinawa Kariyushi FC, TDK, FC Gifu, MIO Biwako Kusatsu, Matsumoto Yamaga FC, FC Machida Zelvia och Kamatamare Sanuki.